# Liniparhomaloptera obtusirostris
Liniparhomaloptera obtusirostris és una espècie de peix de la família dels balitòrids i de l'ordre dels cipriniformes. Va ser descrit per C.Y. Zhen i Y.Y. Chen el 1980.

## Morfologia
- Els adults poden atènyer 7 cm de longitud total.[2][3]

## Hàbitat
És un peix d'aigua dolça i de clima subtropical.

## Distribució geogràfica
Es troba a Àsia: és una espècie de peix endèmica de la conca del riu Xi Jiang (Guangdong, la Xina).